# 1974年エチオピアクーデター
1974年9月12日、エチオピア帝国皇帝ハイレ・セラシエ1世が、空軍・警察・領土軍によって退陣に追い込まれるクーデターが発生。これを1974年エチオピアクーデター（1974ねんエチオピアクーデター）と呼ぶ。その後、ソビエト連邦の援助のもと、左派組織デルグのもとで社会主義国家である社会主義エチオピアが建国。その後、エチオピア人民民主共和国といった形で社会主義の形を保っていたが、ソ連崩壊後の1991年に完全に社会主義時代は終焉した。
1974年2月、エチオピア帝国陸軍所属部隊の反乱が発生し、低賃金などに対する憤りが爆発した。これらを発端としてエチオピア革命が始まる。1974年6月には空軍内で暫定軍事行政評議会、通称デルグが成立した。評議会は急成長しハイレ・セラシエ1世に指名された首相エンデルカチュ・マコンネンを打倒できるほどの力を持った。これらクーデターによる皇帝の退位に対して、ソロモン朝の皇族や、ハイレ・セラシエ1世の側近は、認められてはいないが皇帝となったアムハ・セラシエ1世と共にロンドンに亡命した。1975年3月27日、正式にデルグは帝政の廃止及びマルクス・レーニン主義を主軸とした社会主義国家の建国、それに伴う個人資産の国有化を宣言した。同年8月27日ハイレ・セラシエ1世は死亡する。これには諸説あり、社会主義エチオピアの命令により絞殺された説や、前立腺手術によって引き起こされた自然死の説がある。

## 背景
半封建制的な国家の生産体制は、数世紀にわたってエチオピア帝国経済の大きな特徴であり続けた。国家の生産体制の最も重要な基礎たる土地は、教会（25％以上）、ハイレ・セラシエ1世のような皇帝と後続（20％）、封建領主（30％）、国家（18％）によって管理され、およそ2300万人もいたエチオピアの農民はわずか全体の7％のみしか土地を保有していなかった。
土地を所有していない農民は小作制度のもとで、生産物の75％を地主に奪われた。18世紀末から19世紀初頭にかけては、農業は奴隷によって労働力を補うことが当たり前で、土地を持たない小作人は悲惨な生活を強いられていた。自発的に地主の基で労働しない小作人は反逆者とみなされ、その後、牢獄に入れられたり、鞭打たれたり、その他の処罰を受けた。
ハイレ・セラシエ1世の治世には、1931年と1955年に憲法を導入するなど、民主主義を基軸としてエチオピア帝国に近代化をもたらすことを国民に約束した。
ハイレ・セラシエ1世は、1930年から発生したゴッジャムの過剰課税、1958年のウォロ県とティグライ県で発生した飢饉（ウォロ飢饉）、独裁的な土地の接収などが原因で、厳しい反発と否定的な世評に直面した（ハイレ・セラシエ1世に対する反対運動）。1960年12月13日、ハイレ・セラシエ1世がブラジルを公式訪問した後、ゲルマメ・ネウェイやメンギストゥ・ネウェイを含む反帝政派によって、アディスアベバのグエネテ・レウル宮殿で軍事クーデター未遂事件が発生した（1960年エチオピアクーデター未遂事件）。クーデターは失敗に終わったが、このクーデターはハイレ・セラシエ1世治世に対する反対運動の原点と見なされた。1965年2月、アディスアベバ大学の学生たちが「耕す者には土地を」というスローガンのもと、農地改革と農地の分配を求めてデモ行進を行った。1960年代初頭のエリトリア独立戦争と、エチオピアのベール、ゴジャム、ティグライのいくつかの行政区分における武装抵抗運動といった様々な事象により、ハイレ・セラシエ1世政権は1970年代初頭頃には大きく弱体化していた。1972年の夏に発生した干ばつは、1年間もの間続き、深刻な被害をもたらしたが、ハイレ・セラシエ1世政権はそれを隠蔽した。これによりより批判は集中した。
1974年1月12日、エチオピア軍兵士がネジェレ・ボレナで将校に対する反乱を起こした。エチオピア革命の始まりである。
1974年2月、低賃金とエリトリア独立戦争による疲弊を原因として軍で反乱が起きた。革命を行っていた時期、エチオピア帝国国内に多くのアメリカ人がおり、革命に支障をきたす可能性があるため午後10時から午前6時にかけて外出禁止と通告していた。
エチオピア革命は、始まった当初はフランス革命を模範として行っていたと考えられていた。

## クーデター
1974年6月、後に「デルク」と呼ばれることになる「空軍・警察・領土軍」が設立された。わずか3ヵ月足らずで、エンデルカチュ・マコンネン内閣を倒すほどの急成長を遂げた。このような様子は「忍び寄るクーデター」と揶揄された。前述のようにフランス革命を模範としていると考えられていたのに、それよりはるかに早く革命が進んでいたのである。
王室も対応を急かされた。9月10日、対策会議が行われた。この会議では7つの代替案が提出された。以下の7つである。
- 王室を維持し、内閣内外の敵を排除する。
- 王室を維持し、内閣を新内閣に交代させる。
- 王室を維持し、文民と軍の合同内閣を樹立する。
- 王室が持つ権力を一時的に空軍・警察・領土軍に私、国家の改善に勤しませる。
- 王室と内閣の持つ権力を空軍・警察・領土軍に渡す。
- 王室と内閣を無くし、民主政府を新しく設置する。

しかし、会議の結果は1974年9月12日まで発表されなかった。
1974年9月12日、ハイレ・セラシエ1世は空軍・警察・領土軍のもと警察によって投獄された。58歳の皇太子アムハ・セラシエ1世は、皇帝の多くの側近や親族と共にロンドンに亡命するに至った。11月23日、「60人の虐殺」が起こり、2人の元首相を含むハイレ・セラシエ1世治世の政府高官60人がケルヒレ刑務所で銃殺刑に処された。クーデターの指導者の一人であるアマン・アンドム将軍や、ハイレ・セラシエ1世の孫であるイスキンダー・デスタ提督も含まれていた。このときさらに、汚職や悪政の容疑で裁判を受ける予定で、そのために宮殿の地下室に収容されていた約200人の元閣僚、政府高官、州知事、裁判官なども裁判を受けることなく処刑された。
その後、空軍・警察・領土軍は暫定軍事行政評議会（通称デルク）に改名。マルクス・レーニン主義政策に触発された暫定軍事行政評議会は、「人民議会が設立されるまでの間、政府の全権を......掌握する」と宣言した。その後2つの布告を発布し、半封建制を廃止し、私有財産の国有化政策を実施した。その他、ストライキ、無許可のデモや集会の開催、デルクの「エチオピアは一つ」「エチオピア第一」の原則に反する行為が禁止された。これらの民主主義とは程遠い政策は、元々民主主義を求めてエチオピア革命を先導した人々らの反感を買うこととなり、エチオピア内では民衆らによる独自の地域政権がいくつも誕生する。
1975年3月21日、デルクは正式に皇帝やその他エチオピア帝国の称号の廃止、エチオピア帝国の消滅を宣言した。1975年8月27日、ハイレ・セラシエ1世は宮殿内の小さなアパートで83歳に渡る生涯を閉じた。公式発表では前立腺の手術に伴う自然死とされていたが、後に社会主義エチオピア政権の命令によりベッドで絞殺されたことを示唆するような証拠も出て来た。いまだ真相は判明していない。